# Талашкинское сельское поселение
Тала́шкинское се́льское поселе́ние — муниципальное образование в составе Смоленского района Смоленской области России. Административный центр — село Талашкино.
Образовано 2 декабря 2004 года. Главой поселения и Главой администрации является Ирина Юрьевна Бабикова.

## Географические данные
- Общая площадь: 158,09 км²
- Расположение: южная часть Смоленского района
- Граничит:
  - на севере — с Пригорским сельским поселением
  - на востоке — с Кощинским сельским поселением
  - на юго-востоке — с Починковским районом
  - на юге — с Монастырщинским районом.
  - на западе — с Пионерским сельским поселением
- По территории поселения проходит автомобильная дорога А141 Орёл — Витебск.
- Крупные реки: Сож, Упокой.

## Население
| 2011  | 2012  | 2013  | 2014  | 2015  | 2016  | 2017  |
| ----- | ----- | ----- | ----- | ----- | ----- | ----- |
| 2588  | ↗2619 | ↘2607 | ↘2576 | ↘2503 | ↗2538 | ↗2552 |
| 2018  | 2019  | 2020  | 2021  |       |       |       |
| ↘2531 | ↘2502 | ↘2453 | ↗2496 |       |       |       |

## Населённые пункты
В сельское поселение входят 18 населённых пунктов:
| №  | Населённый пункт    | Тип     | Население (чел.) |
| -- | ------------------- | ------- | ---------------- |
| 1  | Бобыри              | деревня | 202              |
| 2  | Герчики             | деревня | 21               |
| 3  | Гринёво             | деревня | 41               |
| 4  | Дрожжино            | деревня | 25               |
| 5  | ДРСУ-1              | деревня | 225              |
| 6  | Копанка             | деревня | 11               |
| 7  | Лаптево             | деревня | 32               |
| 8  | Моготово            | деревня | 291              |
| 9  | Муханино            | деревня | 39               |
| 10 | Никитино            | деревня | 2                |
| 11 | Остров              | деревня | 6                |
| 12 | Семенково           | деревня | 51               |
| 13 | Сож                 | деревня | 35               |
| 14 | Сумароково          | деревня | 29               |
| 15 | Талашкино           | село    | 1501             |
| 16 | Талашкинское Сельпо | деревня | 56               |
| 17 | Флёново             | деревня | 29               |
| 18 | Шершуны             | деревня | 0                |

### Упразднённые населённые пункты
В 2010 году была упразднена деревня Марьино, входившая в состав поселения.